# Vandana Shiva

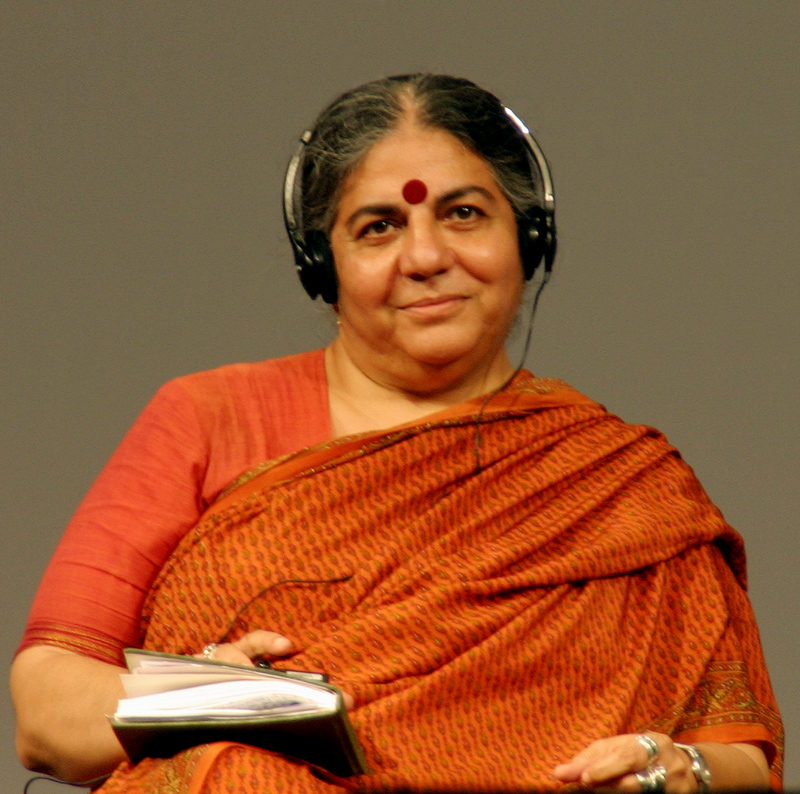
Vandana Shiva 2007 in Keulen

Vandana Shiva (Dehradun (Uttarakhand), 5 november 1952) is een Indiaas wetenschapper.

## Onderzoek
Vandana Shiva studeerde wetenschapsfilosofie aan de universiteit van Western Ontario en schreef een dissertatie op het grensvlak van fysica en wetenschapsfilosofie, getiteld "Hidden variables and non-locality in quantum theory". Later richtte ze zich op interdisciplinair onderzoek op het gebied van wetenschap, technologie en milieupolitiek, wat ze verrichtte aan het Indian Institute of Management in Bangalore. In 1982 stichtte de Research foundation for science, technology and ecology in Dehra Dun, die onafhankelijk onderzoek stimuleert naar ecologische en sociale thema's. De Foundation for Science, Technology and Ecology richtte Bija Vidyapeeth op, ean internationaal college voor opleidingen in wat wordt genoemd "Earth Democracy"

## Activisme, diversiteit en gender
Shiva speelde een belangrijke rol in de Andersglobalisme-beweging. In 1991 stichtte Shiva Navdanya een nationale beweging om de diversiteit en integriteit van levende materie, in het bijzonder inheemse zaden, te beschermen. In haar boeken The violence of the green revolution en Monocultures of the mind gaat ze in tegen het dominante paradigma van groene landbouwrevolutie, die ze niet duurzaam acht. Haar bijdragen aan gender-issues zijn nationaal en internationaal erkend. Zo droeg haar boek Staying alive bij aan de verandering van het beeld van Derde Wereld-vrouwen in het westen. Ze laat zich inspireren door traditionele praktijken, met name de vedische cultuur van India.

## Posities en erkenning
Shiva is bestuurslid van het International Forum on Globalization (samen met onder meer Jerry Mander, Edward Goldsmith, Ralph Nader en Jeremy Rifkin). Ze is een van de belangrijkste mensen in de globaliseringsbeweging. Ze is lid van het wetenschappelijk comité van de Fundacion IDEAS, de denktank van de Spaanse Socialistische Partij en van de International Organization for a Participatory Society. 
In 1990 schreef ze een rapport voor de Voedsel- en Landbouworganisatie van de Verenigde Naties over vrouwen en landbouw getiteld Most Farmers in India are Women. Ze stichtte de gendereenheid in het International Centre for Mountain Development (ICIMOD) in Kathmandu. Shiva was gasthoogleraar en gaf lezingen aan diverse universiteiten in Europa, Canada en de US. Ze kreeg de Right Livelihood Award in 1993 en won vele andere prijzen.

## Links
- (en) Web of Life, documentaire met Vandana Shiva over het belang van biodiversiteit. Deel 1 Tekst film en deel 2 tekst film.  Nederlands ondertiteld
- (en)  Official website
- (en)  Video Collection on Dr. Vandana Shiva
- (en)  A Conversation with Dr. Vandana Shiva, Mount Allison University, 26th February 2012, Dr. Ian Mauro and an audience of ca. 300
- (de)  Interview met Shiva op Spiegel.de
- (en)   Vandana Shiva in de Internet Movie Database